# Proces Wienera

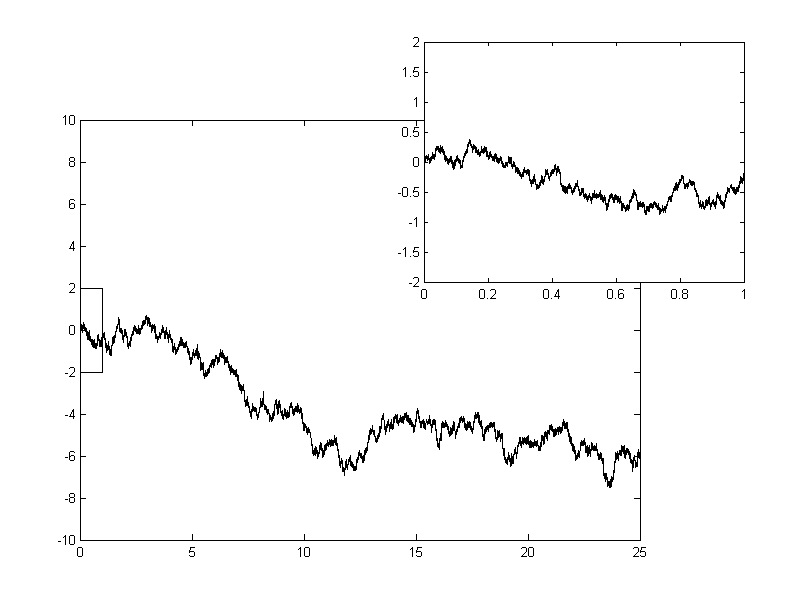
Pojedyncza trajektoria (jednowymiarowego) procesu Wienera

Proces Wienera (ruch Browna) – proces stochastyczny z czasem ciągłym nazwany dla uhonorowania osiągnięć Norberta Wienera. Jest też często nazywany ruchem Browna, gdyż jest modelem matematycznym procesu fizycznego o tej nazwie, który po raz pierwszy zaobserwował botanik Robert Brown. Proces Wienera jest najbardziej znanym przykładem procesu gaussowskiego, a ponadto jest szczególnym przypadkiem ogólniejszego procesu Lévy’ego. Proces Wienera nierzadko opisuje zjawiska występujące w ekonomii, finansach czy fizyce.
W matematyce, badania nad procesem Wienera zapoczątkowały rozwój teorii martyngałów z czasem ciągłym. Proces odgrywa kluczową rolę w badaniach bardziej skomplikowanych procesów, np. procesów będących rozwiązaniami stochastycznych równań różniczkowych jak procesy dyfuzji. W matematyce stosowanej procesu Wienera używa się m.in. do wyznaczenia całki stochastycznej z tzw. białego szumu oraz do modelowania innych szumów (zob. szum czerwony).
W fizyce proces Wienera służy do modelowania ruchów cząsteczek w zawiesistej cieczy oraz różnych procesów dyfuzyjnych (zob. równanie Fokkera-Plancka oraz równanie Langevina). Rozwiązanie równania Schrödingera wyraża się poprzez proces Wienera (zob. wzór Feynmana-Kaca). W finansach, procesu Wienera używa się do wyznaczenia modelu Blacka-Scholesa wyceny opcji europejskich.

## Definicja
Proces stochastyczny {\displaystyle (W_{t})_{t\geqslant 0}} na przestrzeni probabilistycznej {\displaystyle (\Omega ,{\mathcal {F}},{\mathsf {P}})} nazywa się (standardowym) procesem Wienera, gdy spełnia następujące warunki:
1. {\displaystyle W_{0}=0} prawie na pewno,
2. proces ten ma przyrosty niezależne, tj. dla wszelkich {\displaystyle 0\leqslant t_{1}<t_{2}<\ldots <t_{k}} zmienne losowe

{\displaystyle W_{t_{1}},W_{t_{2}}-W_{t_{1}},W_{t_{3}}-W_{t_{2}},\dots ,W_{t_{k}}-W_{t_{k-1}}}
są niezależne,
3. {\displaystyle W_{t}-W_{s}\sim {\mathcal {N}}(0,t-s)} dla wszelkich {\displaystyle 0\leqslant s\leqslant t,} tj. różnica procesu Wienera w dwóch dowolnych chwilach ma rozkład normalny o średniej równej zeru i wariancji równej odległości czasowej rozważanych chwil,
4. trajektorie procesu są ciągłe prawie na pewno, tzn. istnieje taki zbiór {\displaystyle A\in {\mathcal {F}},} że {\displaystyle {\mathsf {P}}(A)=1} oraz dla wszelkich {\displaystyle \omega \in A} funkcja {\displaystyle t\mapsto W_{t}(\omega )} jest ciągła.
Niektórzy autorzy zakładają, że {\displaystyle W_{0}=0} oraz że wszystkie trajektorie procesu Wienera są ciągłe.

## Twierdzenia
Twierdzenie 1: Proces Wienera jest procesem gaussowskim, tj. dla wszelkich {\displaystyle 0\leqslant t_{1}<t_{2}<\ldots <t_{k}} wektor losowy
{\displaystyle (W_{t_{1}},W_{t_{2}},\dots ,W_{t_{k}})}
ma (wielowymiarowy) rozkład normalny. 

Nie wszystkie procesy gaussowskie są procesami Wienera. Warunki konieczne do tego określa poniższe twierdzenie.
Twierdzenie 2: Proces gaussowski {\displaystyle (X_{t})_{t\geqslant 0}} jest procesem Wienera wtedy i tylko wtedy, gdy
a. prawie wszystkie jego trajektorie są ciągłe,
b. {\displaystyle {\mathsf {E}}X_{t}=0} dla wszelkich {\displaystyle t\geqslant 0}
c. {\displaystyle {\mathsf {Cov}}(X_{s},X_{t})=\min\{s,t\}} dla wszelkich {\displaystyle s,t\geqslant 0}.
Dowód:
By udowodnić, że proces gaussowski spełniający warunki a.-c. jest procesem Wienera należy zauważyć, że {\displaystyle {\mathsf {Var}}X_{0}=0={\mathsf {E}}X_{0},} tj. {\displaystyle X_{0}=0} p.n., co dowodzi warunku 1. Następnie, dla {\displaystyle t>s,} zmienna losowa {\displaystyle X_{t}-X_{s}} ma rozkład normalny ze średnią 0 i wariancją
{\displaystyle {\mathsf {Var}}(X_{t}-X_{s})={\mathsf {Var}}(X_{t})+{\mathsf {Var}}(X_{s})-2\cdot {\mathsf {Cov}}(X_{t},X_{s})=t-s,}
co dowodzi warunku 3. By wykazać warunek 2., z gaussowskości rozkładu wynika, że dla wszelkich {\displaystyle 0\leqslant t_{1}<t_{2}<\ldots <t_{k}} zmienne
{\displaystyle X_{t_{1}},X_{t_{2}}-X_{t_{1}},X_{t_{3}}-X_{t_{2}},\dots ,X_{t_{k}}-X_{t_{k-1}}}
są niezależne wtedy i tylko wtedy, gdy są nieskorelowane (tj. kowariancja każdej ich pary wynosi 0). Mamy jednak dla {\displaystyle 0\leqslant s_{1}\leqslant s_{2}\leqslant s_{3}\leqslant s_{4}}
{\displaystyle {\mathsf {Cov}}(X_{s_{1}},X_{s_{3}}-X_{s_{2}})={\mathsf {Cov}}(X_{s_{1}},X_{s_{3}})-{\mathsf {Cov}}(X_{s_{1}},X_{s_{2}})=\min\{s_{1},s_{3}\}-\min\{s_{1},s_{2}\}=s_{1}-s_{1}=0,}
oraz
{\displaystyle {\mathsf {Cov}}(X_{s_{2}}-X_{s_{1}},X_{s_{4}}-X_{s_{3}})={\mathsf {Cov}}(X_{s_{2}},X_{s_{4}}-X_{s_{3}})-{\mathsf {Cov}}(X_{s_{1}},X_{s_{4}}-X_{s_{3}})=0,}
co kończy dowód.

Twierdzenie 3: Proces Wienera spełnia powyższe warunki a.-c. 
Dowód:
Rzeczywiście, jeżeli {\displaystyle (W_{t})_{t\geqslant 0}} jest procesem Wienera, to.
{\displaystyle {\mathsf {E}}W_{t}={\mathsf {E}}(W_{t}-W_{0})=0,}
z uwagi na to, że {\displaystyle W_{0}=0} p.n. (warunek 1.) oraz zmienna {\displaystyle W_{t}-W_{0}} ma rozkład normalny {\displaystyle {\mathcal {N}}(0,t)} (warunek 3.). Z niezależności rozkładów, tj. warunku 2., wynika, że dla {\displaystyle 0\leqslant s<t} zachodzi
{\displaystyle {\mathsf {Cov}}(W_{s},W_{t})={\mathsf {Cov}}(W_{t}-W_{s},W_{t})+{\mathsf {Var}}W_{s}=0+s}.

Proces Wienera można scharakteryzować poprzez stacjonarność przyrostów i skończoność czwartych momentów, o czym mówi poniższe twierdzenie.
Twierdzenie 4: Proces stochastyczny {\displaystyle (X_{t})_{t\geqslant 0}} jest procesem Wienera wtedy i tylko wtedy, gdy spełnia warunki 1., 2. i 4. podane w definicji procesu Wienera oraz
3a. przyrosty procesu {\displaystyle (X_{t})_{t\geqslant 0}} są stacjonarne, tj. dla wszelkich {\displaystyle 0\leqslant s<t} zmienne {\displaystyle X_{t}-X_{s}} oraz {\displaystyle X_{t-s}-X_{0}} mają te same rozkłady,
3b. {\displaystyle {\mathsf {E}}X_{0}=0,{\mathsf {Var}}\,X_{0}=1,}
3c. {\displaystyle {\mathsf {E}}X_{t}^{4}<\infty } dla wszelkich {\displaystyle t>0}.

## Własności
Proces Wienera jest jednym z najlepiej zbadanych procesów stochastycznych. Oto niektóre z jego własności:
- Cechy trajektorii – zgodnie z definicją (prawie wszystkie) trajektorie procesu Wienera są ciągłe, ponadto można dowieść, że spełniają one warunek Höldera z dowolnym wykładnikiem mniejszym od {\displaystyle 1/2}. Nie przejawiają innych regularności. Dowodzi się, że prawie każda trajektoria ma wahanie nieskończone (na każdym przedziale)[3], oraz że jest nieróżniczkowalna (w każdym punkcie czasu)[4].
- Proces Wienera ma mocną własność Markowa.
- Prawo odbicia procesu Wienera – po dojściu do pewnego poziomu trajektoria procesu Wienera z równym prawdopodobieństwem może pójść w dół, jak i do góry. Ściśle, prawo to można opisać za pomocą wzoru
{\displaystyle {\mathsf {P}}\left(\sup _{0\leqslant s\leqslant t}W_{s}>a\right)=2{\mathsf {P}}(W_{t}>a)}
- Prawo iterowanego logarytmu opisuje asymptotyczne zachowanie się trajektorii (dzięki zastosowaniu inwersji możliwe jest też badanie trajektorii w otoczeniu 0).
{\displaystyle {\mathsf {P}}\left(\limsup _{t\to +\infty }{\frac {W_{t}}{\sqrt {2t\log \log t}}}=1\right)=1}

### Operacje zachowujące własności procesu Wienera
Niech {\displaystyle (W_{t})_{t\geqslant 0}} będzie procesem Wienera. Wówczas każdy ze zdefiniowanych niżej procesów jest również procesem Wienera
- {\displaystyle -W_{t}} (odbity proces Wienera),
- {\displaystyle {\tfrac {1}{\sqrt {c}}}W_{ct}} (proces Wienera o czasie przeskalowanym przez pewne {\displaystyle c>0}),
- {\displaystyle 0} dla {\displaystyle t=0} oraz {\displaystyle tW_{1/t}} dla {\displaystyle t>0} (inwersja czasu w procesie Wienera),
- {\displaystyle W_{t}} dla {\displaystyle t\leqslant T} oraz {\displaystyle 2W_{T}-W_{t}} dla {\displaystyle t>T} (dla dowolnego {\displaystyle T>0})[3]; zob. prawo odbicia procesu Wienera.

## Konstrukcja procesu Wienera
Nie jest rzeczą oczywistą, że istnieje proces spełniający warunki podane w definicji. Istnieje kilka dowodów tego faktu. Przedstawiony poniżej szkic dowodu najbardziej odpowiada intuicyjnemu rozumieniu procesu jako modelu ruchu Browna. Niech dana będzie cząstka poruszającą się w jednym wymiarze. W każdej jednostce czasu cząstka przemieszcza się o jednostkę odległości albo w lewo albo w prawo z prawdopodobieństwem 1/2. Kierunek poruszania nie zależy od poprzedniego przebiegu ruchu. Odpowiada to sytuacji patrzenia na cząsteczkę w wielkim zbliżeniu i przy zwolnionym czasie. Zmniejszając odpowiednio jednostkę odległości i przyspieszając czas uzyskujemy obraz cząstki wykonującej ruch chaotyczny. Innymi słowy proces Wienera jest „procesem granicznym” dla błądzenia losowego, przy zmniejszaniu skali czasowej i przestrzennej. W sposób ścisły powyższe rozumowanie ujmuje twierdzenie Donskera.

## Miara procesu Wienera
Proces Wienera {\displaystyle (W_{t})_{t\geqslant 0},} jak każdy proces stochastyczny, wyznacza miarę {\displaystyle \mu } na przestrzeni {\displaystyle \mathbb {R} ^{[0,\infty )}} z σ-ciałem zbiorów cylindrycznych {\displaystyle \mathrm {cyl} \,\mathbb {R} ^{[0,\infty )}} poprzez warunek
{\displaystyle \mu (C)={\mathsf {P}}((W_{t})_{t\geqslant 0}\in C)\quad (C\in \mathrm {cyl} \,\mathbb {R} ^{[0,\infty )}).}
W przypadku, gdy wszystkie trajektorie procesu Wienera są ciągłe (co zawsze można osiągnąć dokonując modyfikacji procesu) miarę {\displaystyle \mu } można wyznaczyć ze wzoru
{\displaystyle \mu (C)={\mathsf {P}}((W_{t})_{t\geqslant 0}\in C)}
gdzie {\displaystyle C} jest dowolnym borelowskim podzbiorem przestrzeni {\displaystyle C[0,\infty )} funkcji ciągłych na {\displaystyle [0,\infty )} z topologią zbieżności niemal jednostajnej (tj. zbieżności jednostajnej na zbiorach zwartych). Stąd o procesie Wienera można myśleć jako o pewnym rozkładzie probabilistycznym na przestrzeni {\displaystyle C[0,\infty )}.

## Proces wielowymiarowy
Standardowy proces Wienera opisany powyżej opisuje błądzenie cząstki, której ruch ograniczony jest do prostej. Proces {\displaystyle n}-wymiarowy definiuje się jako proces
{\displaystyle W=(W_{1},W_{2},\dots ,W_{n}),}
gdzie {\displaystyle W_{i}} to niezależne od siebie jednowymiarowe procesy Wienera. W przypadku jednowymiarowym prawie każda trajektoria przechodzi przez każdy punkt prostej. Dla procesu dwuwymiarowego prawie każda trajektoria jest gęsta na płaszczyźnie, natomiast dla procesów w przestrzeniach o większej liczbie wymiarów, każda trajektoria jest zbiorem nigdziegęstym.